# Happy Nation
Happy Nation è l'album di debutto del gruppo musicale dance svedese Ace of Base.

## Il disco
Pubblicato inizialmente in Danimarca nel novembre 1992, l'album ha riscosso un grandissimo successo, diventando l'album di debutto più venduto di sempre e raggiungendo la vetta delle classifiche in 14 paesi diversi, con vendite globali di circa 23 milioni di copie.
Il 25 settembre 1993 è stata pubblicata in Europa una nuova versione dell'album dal titolo Happy Nation U. S. Version, seguita il 25 novembre dello stesso anno da The Sign, un'altra versione dell'album pubblicata in America, Canada e Giappone contenente, oltre i brani di Happy Nation anche quattro tracce inedite.
Dall'album sono stati estratti vari singoli che hanno avuto molto successo; tra questi si ricorda la celeberrima All That She Wants.

## Tracce
1. Voulez-Vous Danser
2. All That She Wants
3. Münchhausen (Just Chaos)
4. Happy Nation (Faded Edit)
5. Waiting for Magic
6. Fashion Party
7. Wheel of Fortune
8. Dancer in a Daydream
9. My Mind (Mindless Mix)
10. Wheel of Fortune (Original Club Mix)
11. Dimension of Depth (Instrumental)
12. Young and Proud
13. All That She Wants (Banghra Version)

## Happy Nation U.S. version
Questa versione è stata pubblicata in Europa il 25 settembre 1993. Il contenuto variava rispetto all'edizione originale.

## Tracce
1. All That She Wants
2. Don't Turn Around
3. Young and Proud
4. The Sign
5. Living in Danger
6. Voulez-Vous Danser (New Version)
7. Happy Nation (Faded Edit)
8. Hear Me Calling
9. Waiting for Magic (Total Remix 7")
10. Fashion Party
11. Wheel of Fortune
12. Dancer in a Daydream
13. My Mind (Mindless Mix)
14. All That Wants (Banghra Version)
15. Happy Nation (Remix)

## The Sign
Questa versione è stata pubblicata solo in Nord America e in America Latina. Differenziava dalle altre nel contenuto.

## Tracce
1. All That She Wants
2. Don't Turn Around
3. Young and Proud
4. The Sign
5. Living in Danger
6. Dancer In a Daydream
7. Wheel of Fortune
8. Waiting for Magic (Total Remix 7")
9. Happy Nation
10. Voulez-Vous Danser (New Version)
11. My Mind (Mindless Mix)
12. All That She Wants (Banghra Version)

## Singoli

### Happy Nation
- Wheel of Fortune (Europa)
- All That She Wants (Internazionale)
- Happy Nation (Europa)
- Waiting for Magic (Scandinavia)

### Happy Nation U.S. version (re-release) / The Sign
- All That She Wants (Internazionale)
- The Sign (Internazionale)
- Don't Turn Around (Internazionale)
- Living in Danger (Internazionale)
- Happy Nation (Australia & UK & Germania)

## Classifiche
| Classifica                   | Posizione raggiunta |
| ---------------------------- | ------------------- |
| Argentinian Albums Chart     | 1                   |
| Australian ARIA Albums Chart | 9                   |
| Austrian Albums Chart        | 3                   |
| Canadian Albums Chart        | 1                   |
| Danish Albums Chart          | 1                   |
| Dutch Albums Chart           | 2                   |
| French Albums Chart          | 1                   |
| German Albums Chart          | 1                   |
| Greek Albums Chart           | 1                   |
| Hungarian Albums Chart       | 1                   |

| Classifiche                    | Posizione raggiunta |
| ------------------------------ | ------------------- |
| Israeli Albums Chart           | 1                   |
| Japanese Albums Chart          | 1                   |
| New Zealand RIANZ Albums Chart | 1                   |
| Norwegian Albums Chart         | 1                   |
| Portuguese Albums Chart        | 1                   |
| Spanish Albums Chart           | 5                   |
| Swiss Albums Chart             | 2                   |
| Swedish Albums Chart           | 3                   |
| UK Albums Chart                | 1                   |
| US Billboard 200               | 1                   |

## Dischi d'oro e di platino[14][15]
- Argentina: 4x platinum (160 000+ pezzi) (per 'The Sign')
- Australia: platinum (70 000+ pezzi) (per 'Happy Nation')
- Austria: platinum (30 000+ pezzi) (per 'Happy Nation')
- Belgio: gold (per 'Happy Nation')
- Brasile: gold (per 'The Sign')
- Canada: diamond (1 000 000+ pezzi) (per 'The Sign')
- Cile: platinum (per 'The Sign')
- Cina: platinum (per 'Happy Nation')
- Corea: 7x platinum (per 'Happy Nation')
- Danimarca: 4x platinum (160 000+ units sold) (per 'Happy Nation')
- Finlandia: gold (per 'Happy Nation')
- Francia: diamond (1 000 000+ units sold) (per 'Happy Nation')
- Germania: 3x platinum (900 000+ units sold) (per 'Happy Nation')
- India: platinum (200 000(?)+ units sold) (per 'Happy Nation')
- Indonesia: 4x platinum (per 'Happy Nation')
- Irlanda: gold (per 'Happy Nation')
- Italia: gold (per 'Happy Nation')
- Giappone: 4x platinum (487,290 pezzi) (per 'The Sign')
- Grecia: gold (per 'Happy Nation')
- Messico: 3x platinum (450 000+ pezzi) (per 'The Sign')
- Norvegia: 2x platinum (per 'Happy Nation')
- Nuova Zelanda: 3x platinum (45 000+ units sold) (per 'Happy Nation')
- Paesi Bassi: 2x platinum (per 'Happy Nation')
- Portogallo: platinum (per 'Happy Nation')
- Regno Unito: 2x platinum (600 000+ pezzi) (per 'Happy Nation')
- Repubblica Ceca: gold (per 'Happy Nation')
- Singapore: 3x platinum (per 'Happy Nation')
- Spagna: platinum (per 'Happy Nation')
- Svezia: 2x platinum (per 'Happy Nation')
- Svizzera: 2x platinum (80 000+ pezzi) (per 'Happy Nation')
- Sud Africa: gold (per 'Happy Nation')
- Stati Uniti: diamond (10 000 000+ pezzi) (per 'The Sign')
- Thailandia: gold (per 'Happy Nation')